# Ogovia bolengensis
Ogovia bolengensis är en fjärilsart som beskrevs av Holland 1920. Ogovia bolengensis ingår i släktet Ogovia och familjen nattflyn. Inga underarter finns listade i Catalogue of Life.